# Кэрролл, Майкл
Майкл У. Кэрролл — американский профессор права и директор Программы по информационной справедливости и интеллектуальной собственности Вашингтонского колледжа права, Американский университет. Кэрролл является одним из основателей и членов правления Creative Commons, некоммерческой организации, созданной для расширения спектра творческих работ, доступных для редактирования и распространения. Он также является членом совета директоров Public Library of Science и работал в совете по научным исследованиям данных и информации Национальной академии наук США с 2008 по 2013 год.

## Биография
Кэрролл получил степень бакалавра искусств в Чикагском университете и степень доктора права в Школе права университета Джорджтаун. Учась в юридической школе, он был главным редактором American Criminal Law Review.
После юридической школы Кэрролл около года был сотрудником юридической фирмы Wilmer Cutler Pickering Hale and Dorr. Впоследствии Кэрролл был клерком окружного судьи Джойс Хенс Грин и судьи округа Колумбия Джудит У. Роджерс. Позже он вернулся в Wilmer и практиковал в сфере интеллектуальной собственности и электронной коммерции. Он начал свою педагогическую деятельность в 2001 году в Школе права университета Вилланова.
До юридической школы он преподавал в средней школе в Хванге, Зимбабве, и работал в Северо-Восточном университете для оказания помощи в проведении выборов в Африке.
Научная работа Кэрролла фокусируется на праве интеллектуальной собственности и праве электронной коммерции. Кэрролл также является активным сторонником открытого доступа к рецензируемой научной периодической литературе, он писал и читал лекции на эту тему. Он является основателем Коалиции академических ресурсов и научных изданий. В настоящее время он входит в состав консультативного совета по Закону о национальной безопасности.

## Работы
- Creative Commons as Conversational Copyright, (Peter Yu, ed., Praeger 2007).
- Fixing Fair Use, 85 N.C. L. Rev. 1087 (2007).
- Patent Injunctions and the Problem of Uniformity Cost, 13 Mich. Telecommun. & Tech. L. Rev. 421 (2007).
- Creative Commons and the New Intermediaries, Mich. St. L. Rev. (2006).
- The Movement for Open Access Law, 10 Lewis & Clark L. Rev. 741 (2006).
- One for All: The Problem of Uniformity Cost in Intellectual Property Law, 15 Am. U. L. Rev. 845 (2006).
- The Struggle for Music Copyright, 57 Fla. L. Rev. 907 (2005).
- Whose Music Is It Anyway?: How We Came To View Musical Expression As A Form Of Property, 72 U. Cin. L. Rev. 1405 (2004).
- A Primer on U.S. Intellectual Property Rights Applicable to Music Information Retrieval Systems, U. Ill. J.L. Tech. & Pol’y (2003).
- Disruptive Technology and Common Law Lawmaking: A Brief Analysis of A&M Records, Inc. v. Napster, Inc., 9 Vill. Sports & Ent. L.J. 5 (2002).
- Garbage In: Emerging Media and Regulation of Unsolicited Commercial Solicitations, Berkeley Tech. L.J. 11.2 (1996).